# Trebušna vreča
Trebušna vreča je pri vrečarjih kožni žep, ki leži spredaj na trebušni strani in jo podpirata dve posebni kosti vrečnici. V vreči so seski, na katere se prisesajo novorojenčki. Vreča je lahko res dobro razvita, lahko pa je samo plitva kožna guba, čeprav zadostuje svojemu namenu da namreč v njej leže drobceni mladiči, prisesani na seske.
Iz latinskega izraza za to strukturo - marsupium - izvira znantveno ime za vrečarje: Marsupialia.